# Simpatički nervni sistem
Simpatički nervni sistem (SNS) je jedan od tri dela autonomnog nervnog sistema, zajedno sa enteričnim i parasimpatičkim sistemima. Njegova generalna uloga je da mobilizuje telesne resurse pod stresom; da indukuje borba-ili-bežanje odgovor. On je, međutim, konstantno aktivan na bazalnom nivou s ciljem održanja homeostaze.

## Pregled
Zajedno sa dve druge komponente autonomnog nervnog sistema, simpatički nervni sistem doprinosi kontroli većine telesnih unutrašnjih organa. Na stres se može gledati kao neutralisanje parasimpatičkog sistema, koji generalno radi na održavanju tela u mirovanju. Činjenica je funkcije ova dva sistema nisu tako jednostavne, ali je to korisno pravilo.
Postoje dve vrste neurona koji učestvuju u prenosu signala kroz simpatički sistem; pre- i post- ganglioni. Kraći preganglioni neuroni originiraju iz kičmene moždine (nivoi T1 - L2, specifično) i putuju u ganglion, često jednu od paravertebralnih ganglija, gde oni formiraju sinapse sa postganglionim neuronima. Odatle se dugački postganglioni neuroni šire kroz skoro celo telo.

## Literatura
- Drake, Richard L.; Vogl, Wayne; Mitchell, Adam W.M., ур. (2005). Gray's Anatomy for Students (1 изд.). Elsevier. стр. 76—84.  978-0-443-06612-2.
- Sherwood, Lauralee (2008). Human Physiology: From Cells to Systems (7 изд.). Cengage Learning. стр. 240.  978-0-495-39184-5.
- Brodal, Per (2004). The Central Nervous System: Structure and Function (3 изд.). Oxford University Press US. стр. 369—396.  978-0-19-516560-9.